# Kouniana
Kouniana è un comune rurale del Mali facente parte del circondario di Koutiala, nella regione di Sikasso.
Il comune è composto da 2 nuclei abitati:
- Kouniana
- Nadiasso